# Bay Harbor Islands
Bay Harbor Islands is een plaats (town) in de Amerikaanse staat Florida, en valt bestuurlijk gezien onder Miami-Dade County. De plaats bestaat uit 2 eilanden. Het westelijke eiland bestaat uit eengezinswoningen en het oostelijke eiland uit een zakelijk gebied en grotere woningen.

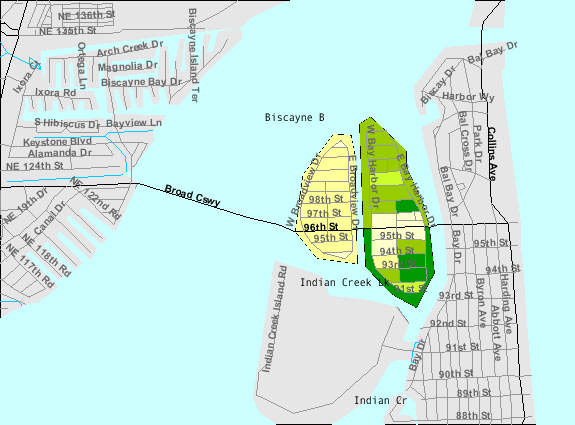
De eilandjes

## Demografie
Bij de volkstelling in 2000 werd het aantal inwoners vastgesteld op 5146.
In 2006 is het aantal inwoners door het United States Census Bureau geschat op 5014, een daling van 132 (-2,6%).

## Geografie
Volgens het United States Census Bureau beslaat de plaats een oppervlakte van
1,6 km², waarvan 1,0 km² land en 0,6 km² water.

## Plaatsen in de nabije omgeving
De onderstaande figuur toont nabijgelegen plaatsen in een straal van 8 km rond Bay Harbor Islands.